# Sintomas do trato urinário inferior
Os sintomas do trato urinário inferior (STUI), também conhecidos pela sigla LUTS (do inglês Lower Urinary Tract Symptoms), compreendem diversas queixas que podem afetar o armazenamento e esvaziamento da bexiga urinária. Estes sintomas são um problema comum que afeta aproximadamente 40% dos homens mais velhos. LUTS é um termo recente para o que costumava ser chamado de prostatismo. 

## Sinais e sintomas
Os sintomas podem ser categorizados em:

### Sintomas de armazenamento (anteriormente conhecidos como "irritativos")
- Frequência miccional aumentada (polaquiúria e nictúria)
- Urgência
- Incontinência

### Sintomas de esvaziamento (anteriormente conhecidos como "obstrutivos")
- Jato fraco
- Hesitação
- Gotejamento terminal
- Intermitência
- Esforço abdominal
- Jato urinário disperso
- Dificuldade de iniciar o jato

### Sintomas pós-miccionais
- Sensação de esvaziamento incompleto
- Gotejo pós-miccional

## Possíveis causas
- Hiperplasia prostática benigna (HPB) com obstrução
- Prostatite crônica
- Doença maligna na próstata ou bexiga
- Fraqueza e/ou instabilidade do músculo detrusor
- Infecção do trato urinário (ITU)
- Litíase urinária
- Doenças neurológicas: esclerose múltipla, lesão da medula espinhal, síndrome da cauda equina
- Estenose uretral(pós-traumática,queda a cavaleiro)